# Lastic (Puy-de-Dôme)
Lastic è un comune francese di 117 abitanti situato nel dipartimento del Puy-de-Dôme nella regione dell'Alvernia-Rodano-Alpi.

## Società

### Evoluzione demografica
Abitanti censiti